# 홍철호
홍철호(한국 한자: 洪哲鎬, 1958년 8월 13일 ~ )는 대한민국의 정치인으로 제19·20대 국회의원이다. 국민의힘 김포시을당협위원장, 전략기획부총장을 역임했으며, 현재 국민의힘 소상공인위원장, 뉴시티 프로젝트 특별위원회 위원, 경기-서울 리노베이션TF 위원을 맡고 있다.

## 학력
- 1965년 월곶국민학교 (입학)
- 1971년 인천신흥국민학교 (졸업)
- 1974년 동인천중학교 (졸업)
- 1977년 부평고등학교 (졸업)
- 1979년 예산농업전문대학 축산학과 (학사)

## 경력
- 김포시 체육회 상임부회장
- 금상회 회장
- 김포대 KTEP(최고경영자과정)상임부회장(4기 회장)
- 김포경찰서경찰발전위원회 부위원장
- 김포상공회의소 부회장
- 김포시민 축구단 단장
- 기우회 회장
- (주)플러스원 대표이사
- 금청회, 금송회 부회장
- 김포사랑운동본부 특별이사
- (사)한국청소년행복나눔이사
- 김포시민장학회이사
- 김포문화원 이사
- (주)크레치코 회장
- (사)한국B.B.S 중앙연맹 고문
- 2014년 7월 30일: 2014년 상반기 재보궐선거 당선(경기 김포시, 새누리당, 초선)
- 새누리당 김포시당원협의회 운영위원장, 당협위원장
- 새누리당 경기도당 대변인
- 2015년 2월 ~ 2016년 5월: 새누리당 원내부대표
- 2015년 12월 ~ 2017년 1월: 새누리당 디지털정당위원회 위원장
- 2016년 4월 13일: 대한민국 제20대 국회의원 선거 당선(경기 김포시 을, 새누리당, 재선)
- 2016년 7월 ~ 2017년 1월: 새누리당 경기도당 위원장
- 2017년 4월 ~ 2017년 11월: 바른정당 경기도당 위원장
- 자유한국당 남경필 경기도지사 후보 선거대책위원회 수석부위원장
- 자유한국당 남경필 경기도지사 후보 서부권 권역별선대위원장
- 2018년 7월 ~ 2019년 2월: 자유한국당 혁신비상대책위원장 비서실장
- 자유한국당 경기도당 고문
- 2018년 10월 : 자유한국당 경기도당 당협조직본부 북부권본부장
- 2018년 12월 : 자유한국당 경기도당 김포(을) 당협위원장
- 2019년 3월 : 자유한국당 당대표 특별보좌역
- 2019년 6월 ~ 2019년 9월: 자유한국당 2020 경제대전환 위원회 경쟁력 강화 분과위원
- 2019년 6월 ~ 2019년 12월: 자유한국당 인재영입위원회 위원(경제·경영 인재)
- 2019년 9월 : 자유한국당 조직강화특별위원회 위원
- 2019년 10월 : 자유한국당 국가정상화특별위원회 위원
- 2019년 11월 : 4·15총선 자유한국당 총선기획단 위원
- 2020년 1월 ~ 2020년 2월 : 자유한국당 2020 총선 공약개발단 중앙당 민생정책 공약개발단 공동단장
- 2020년 2월 : 미래통합당 경기도당 김포(을) 당협위원장
- 국민의힘 경기도당 김포(을) 당원협의회 위원장
- 국민의힘 경기도당 고문
- 국민의힘 경기도당 수석부위원장 겸 당원자격심사위원
- 2021년 8월 ~ 2021년 11월 : 국민의힘 유승민 제20대 대통령 선거 예비후보 희망22 특보단장
- 2021년 12월 ~ 2022년 1월: 국민의힘 경기도 살리는 선거대책위원회 선거대책위원장단 공동선거대책위원장
- 2022년 3월 ~ 2022년 8월: 국민의힘 전략기획부총장
- 2022년 4월 ~ 2022년 5월: 국민의힘 6·1 재·보궐선거 국회의원선거 공천관리위원회 위원
- 2023년 5월 ~ 2024년 4월: 국민의힘 소상공인위원장
- 2023년 11월 ~ 2024년 2월: 국민의힘 뉴시티프로젝트 특별위원회 위원
- 2024년 3월~2024년 4월: 제22대 총선 국민의힘 경기도당 선거대책위원회 공동선대위원장
- 2024년 3월~2024년 4월: 국민의힘 4·10 총선 중앙선거대책위원회 경기-서울 리노베이션 특별위원회 위원
- 2024년 4월~2025년 5월: 대통령비서실 정무수석비서관

## 의정 활동
- 2014년 7월 ~ 2016년 5월: 제19대 국회의원(경기 김포시/새누리당)
- 2014년 7월 ~ 2016년 5월: 제19대 국회 국방위원회 위원
- 2015년 2월 ~ 2016년 5월: 제19대 국회 운영위원회 위원
- 2016년 5월 ~ 2017년 1월: 제20대 국회의원(경기 김포시을/새누리당)
- 2016년 6월:제20대 국회 안전행정위원회 위원
- 2017년 1월 ~ 2017년 11월: 제20대 국회의원(경기 김포시을/바른정당)
- 2017년 2월 ~ 2017년 5월: 제20대 국회 지방재정분권특별위원회 간사
- 2017년 2월 ~ 2017년 7월: 제20대 국회 정치발전특별위원회 간사
- 2017년 6월 ~ 2017년 7월: 제20대 국회 안전행정위원회 간사
- 2017년 6월 ~ 2018년 6월: 제20대 국회 예산결산특별위원회 간사
- 2017년 7월 ~ 2018년 6월: 제20대 국회 행정안전위원회 간사
- 2017년 11월 ~ 2020년 5월: 제20대 국회의원(경기 김포시을/자유한국당)
- 2017년 12월 ~ 2018년 5월: 제20대 국회 재난안전대책특별위원회 위원
- 2018년 7월 ~ 2020년 5월: 제20대 국회 후반기 국토교통위원회 위원
- 2018년 7월 ~ 2020년 5월: 제20대 국회 후반기 국토교통위원회 예산결산기금심사소위원회 위원
- 2018년 7월 ~ 2020년 5월: 제20대 국회 후반기 국토교통위원회 청원심사소위원회 위원장
- 2019년 7월 ~ 2019년 8월: 제20대 국회 예산결산특별위원회 위원

## 전과
- 지방세법위반: 벌금 100만원 - 2002년 7월 2일 선고[1]
- 도로교통법위반(음주운전): 벌금 150만원 - 2004년 4월 23일 선고[1]

## 역대 선거 결과
|  | 53.45% |

|  | 46.77% |

|  | 44.46% |

|  | 44.47% |

## 소속 정당
| 소속 정당 | 소속 정당  | 소속 기간 | 비고      |
| --------- | ---------- | --------- | --------- |
|           | 새누리당   | 2014~2017 | 정계 입문 |
|           | 무소속     | 2017      | 탈당      |
|           | 바른정당   | 2017      | 창당      |
|           | 무소속     | 2017      | 탈당      |
|           | 자유한국당 | 2017~2020 | 복당      |
|           | 미래통합당 | 2020      | 합당      |
|           | 국민의힘   | 2020~2024 | 당명 변경 |
|           | 무소속     | 2024~2025 | 탈당      |
|           | 국민의힘   | 2025~현재 | 복당      |

## 같이 보기
- 김포시 (선거구)
- 김포시 을
- 김포시의 국회의원
- 대한민국의 대통령비서실 수석비서관